# Janica Kostelić
Janica Kostelić (ur. 5 stycznia 1982 w Zagrzebiu) – chorwacka narciarka alpejska, sześciokrotna medalistka olimpijska, pięciokrotna mistrzyni świata oraz trzykrotna zdobywczyni Pucharu Świata. Jako jedna z nielicznych zawodniczek wygrywała zawody Pucharu Świata we wszystkich pięciu konkurencjach. Siostra Ivicy Kostelicia.

## Kariera
Pierwsze sukcesy w karierze Janica Kostelić osiągnęła w 1997 roku, kiedy zwyciężyła w slalomie oraz slalomie gigancie na juniorskich zawodach Trofeo Topolino. Następnie, 29 listopada 1997 roku w Saas-Fee wystartowała w zawodach FIS Race, zajmując dwunaste miejsce w gigancie. Już cztery dni później w Val Thorens była druga w slalomie, a 16 grudnia 1997 roku w Gerlitzen wygrała zawody FIS Race w supergigancie. W styczniu 1998 roku trzykrotnie punktowała w zawodach Pucharu Europy, a 23 stycznia w Cortina d'Ampezzo, w wieku 16 lat, zadebiutowała w Pucharze Świata. W zawodach tych zajęła 34. miejsce w supergigancie. W sezonie 1997/1998 wystąpiła jeszcze w dwóch zawodach PŚ, jednak nie poprawiła wyniku z debiutu i ostatecznie nie była klasyfikowana. W lutym 1998 roku wystąpiła na igrzyskach olimpijskich w Nagano, startując we wszystkich konkurencjach. Najlepszy wynik osiągnęła w kombinacji, którą ukończyła na ósmej pozycji. Tydzień po zakończeniu igrzysk wystartowała na mistrzostwach świata juniorów w Megève, zdobywając srebrny medal w kombinacji i brązowy w supergigancie.
Punkty w zawodach Pucharu Świata po raz pierwszy zdobyła 24 października 1998 roku w Sölden, zajmując dwunaste miejsce w gigancie. Niecały miesiąc później, 21 listopada w Park City, po raz pierwszy stanęła na podium zawodów tego cyklu, zajmując trzecie miejsce w slalomie. W zawodach tych wyprzedziły ją jedynie Urška Hrovat ze Słowenii oraz Austriaczka Sabine Egger. W sezonie 1998/1999 w najlepszej trójce znalazła się jeszcze dwa razy: 17 stycznia 1999 roku w St. Anton wygrała kombinację, a dzień później była trzecia w slalomie. W klasyfikacji generalnej była jedenasta, a w klasyfikacji kombinacji zajęła drugie miejsce za Niemką Hilde Gerg. Z rozgrywanych w lutym tego roku mistrzostw świata w Vail/Beaver Creek wróciła jednak bez medalu. Najlepiej wypadła w kombinacji, którą ukończyła na siódmej pozycji. Uzyskała tam 23. czas zjazdu oraz trzeci w slalomie, ostatecznie tracąc do zwyciężczyni, Pernilli Wiberg ze Szwecji ponad trzy sekundy. Wysoką formę prezentowała także w pierwszej połowie sezonu 1999/2000, wygrywając między innymi slalomy: 5 grudnia w Serre Chevalier i 12 grudnia w Sestriere. Wkrótce potem na jednym z treningów upadła i zerwała więzadła krzyżowe w prawym kolanie co wykluczyło ją ze startów w pozostałej części sezonu. Zdobyte do tego czasu punkty dały jej 22. miejsce w klasyfikacji generalnej.
Chorwatka zdołała dojść do zdrowia i przygotować się do startów w sezonie 2000/2001, który okazał się najlepszym w jej dotychczasowej karierze. Kostelić dziewięciokrotnie stawała na podium, za każdym razem na jego najwyższym stopniu: 18 listopada w Park City, 25 listopada w Aspen, 10 i 20 grudnia w Sestriere, 28 grudnia w Semmering, 14 stycznia we Flachau, 26 stycznia w Ofterschwang i 18 lutego w Garmisch-Partenkirchen w slalomie oraz 14 stycznia we Flachau w kombinacji. W klasyfikacji generalnej okazała się najlepsza, wyprzedzając Austriaczkę Renate Götschl i Francuzkę Régine Cavagnoud. Została pierwszą pierwszym chorwackim sportowcem, który zwyciężył w Pucharze Świata w sportach zimowych. Wygrała także klasyfikacje slalomu i kombinacji, zdobywając pierwsze w karierze Małą Kryształowe Kule. Wystartowała na mistrzostwach świata w St. Anton w 2001 roku, jednak nie stanęła na podium. Ukończyła tylko slalom i supergiganta, zajmując odpowiednio piąte i trzynaste miejsce. W marcu 2001 roku odniosła kontuzję lewego kolana i musiała przejść trzy operacje.
W sezonie 2001/2002 nie zdołała obronić trofeum sprzed roku. Na podium stanęła trzy razy, odnosząc jedno zwycięstwo: 10 marca 2002 roku w Altenmarkt była najlepsza w slalomie. W klasyfikacji generalnej była czternasta, w kombinacji czwarta, a w slalomie zajęła jedenaste miejsce. Największe sukcesy osiągnęła na rozgrywanych w lutym 2002 roku igrzyskach olimpijskich w Salt Lake City, zdobywając cztery medale w czterech startach. Rozpoczęła od zdobycia złotego medalu w kombinacji, prowadząc po slalomie z przewagą 0,50 sekundy nad Martiną Ertl. W zjeździe do kombinacji uzyskała trzeci wynik, co jednak wystarczyło do zwycięstwa. Następnie zajęła drugie miejsce w supergigancie, rozdzielając na podium dwie Włoszki: Danielę Ceccarelli i Karen Putzer. Był to pierwszy w historii medal zimowych igrzysk olimpijskich wywalczony przez reprezentantkę Chorwacji. Na pierwszym miejscu znajdowała się także po pierwszym przejeździe slalomu, z przewagą 0,18 sekundy nad Francuzką Laure Pequegnot. W drugim przejeździe uzyskała piąty wynik, co dało jej najlepszy łączny czas, o 0,07 przed Francuzką. Na koniec wygrała także w gigancie, osiągając najlepsze wyniki obu przejazdów. Została tym samym pierwszą alpejską w historii, która zdobyła trzy złote medale olimpijskie na jednych igrzyskach oraz pierwszym sportowcem, który zdobył cztery medale w narciarstwie alpejskim na jednych igrzyskach.
Kolejną Kryształową Kulę za triumf w klasyfikacji generalnej Pucharu Świata zdobyła w sezonie 2002/2003. Tym razem na podium stawała dwanaście razy, z czego sześć razy była najlepsza: 23 listopada w Aspen w slalomie, 22 grudnia w Lenzerheide w slalomie i kombinacji oraz 29 grudnia w Semmering, 5 stycznia w Bormio i 8 marca w Åre w slalomie. Oprócz zwycięstwa w klasyfikacji generalnej wygrała także klasyfikacje kombinacji i slalomu, a w gigancie była trzecia. W lutym 2003 roku wystartowała na mistrzostwach świata w Sankt Moritz, zdobywając swoje pierwsze medale na imprezie tego cyklu. Supergiganta ukończyła na dziewiętnastej pozycji, jednak tydzień później okazała się najlepsza w kombinacji, uzyskując dwunasty czas zjazdu i najlepszy czas slalomu do kombinacji. Jej łączny czas był lepszy od drugiej Nicole Hosp z Austrii o zaledwie 0,06 sekundy. Najniższy stopnień podium zajęła Marlies Oester ze Szwajcarii, tracąc do Chorwatki ponad 2 sekundy. Następnie była trzynasta w gigancie, uzyskując przeciętne czasy w obu przejazdach. Na zakończenie zwyciężyła w slalomie, notując najlepszy czas pierwszego i drugi czas drugiego przejazdu.
Kolejna kontuzja kolana oraz problemy z tarczycą wykluczyły ją ze startów w sezonie 2003/2004. Do czynnego uprawiania sportu wróciła w październiku 2004 roku. Już 26 listopada w Aspen po raz kolejny stanęła na podium, zajmując trzecie miejsce w gigancie. W kolejnych startach w czołowej trójce znalazła się jeszcze osiem razy, w tym 27 listopada w Aspen wygrała slalom, a 27 lutego 2005 roku w San Sicario była najlepsza w kombinacji. Wyniki te dały jej drugie miejsce w klasyfikacji generalnej sezonu 2004/2005, zaledwie 3 punkty za Szwedką Anją Pärson. Drugie miejsce zajęła także w klasyfikacji slalomu, w której uległa Fince Tanji Poutiainen, w kombinacji była najlepsza, a w klasyfikacji zjazdu zajęła czwartą pozycję. Podczas mistrzostw świata w Bormio w lutym 2005 roku Kostelić zdobyła trzy złote medale: w slalomie, kombinacji i zjeździe, tym samym broniąc tytuły w dwóch pierwszych konkurencjach.
Najlepsze wyniki osiągnęła w sezonie 2005/2006, kiedy zdobyła swoją trzecią Kryształową Kulę. Wynikiem 1970 pkt ustanowiła rekord punktów zdobytych w ciągu jednego sezonu, pobity sześć lat później przez Lindsey Vonn z USA. Na podium stanęła 17 razy, odnosząc przy tym dziewięć zwycięstw: 21 grudnia w Špindlerův Mlýnie (gigant), 14 i 15 stycznia w Bad Kleinkirchheim (zjazd i supergigant), 22 stycznia w Sankt Moritz (superkombinacja), 5 lutego w Ofterschwang (slalom), 4 marca w Hafjell (superkombinacja), 10 marca w Levi (slalom) oraz 17 i 18 marca w Åre (slalom i gigant). Wygrała klasyfikacje slalomu i kombinacji, w gigancie była trzecia, w zjeździe czwarta, a w supergigancie piąta. W lutym 2006 roku brała udział w igrzyskach olimpijskich w Turynie, zdobywając kolejne dwa medale. Najpierw wzięła udział w kombinacji, po slalomie zajmując drugie miejsce ze stratą 0,26 sekundy do Austriaczki Marlies Schild. W zjeździe do kombinacji była najlepsza, uzyskując dzięki temu najlepszy łączny czas. Ostatecznie o 0,50 sekundy wyprzedziła Schild, a o 0,55 sekundy pokonała Anję Pärson. Dwa dni później wywalczyła srebrny medal w supergigancie, rozdzielając Austriaczki: Michaelę Dorfmeister i Alexandrę Meissnitzer. Był to jej szósty medal olimpijski, dzięki czemu została rekordzistką pod względem zdobytych medali olimpijskich w narciarstwie alpejskim. Wystartowała także slalomie, który ukończyła na czwartej pozycji, przegrywając walkę o podium z Marlies Schild o 0,15 sekundy.
Z powodu ciągłej walki z kontuzjami kolan i pleców w kwietniu 2007 roku ogłosiła zakończenie kariery sportowej.
W 2006 roku była chorążym reprezentacji Chorwacji podczas ceremonii otwarcia igrzysk w Turynie. Rozgrywane w Zagrzebiu zawody Pucharu Świata na jej cześć nazywane są Snow Queen Trophy. Została także pierwszym chorwackim sportowcem, który został upamiętniony na znaczku pocztowym
W latach 1998, 1999, 2000, 2001, 2002, 2003, 2005 i 2006 była wybierana sportowcem roku w Chorwacji. W 2001 roku otrzymała nagrodę Skieur d’Or, przyznawaną przez Międzynarodowe Stowarzyszenie Dziennikarzy Narciarskich. Wielokrotnie zdobywała medale mistrzostw kraju, w tym jedenaście złotych: w supergigancie w latach 1998, 2001, 2002, 2005 i 2006, w gigancie w latach 2001, 2002 i 2005 oraz slalomie w latach 2002, 2005 i 2006.
Obecnie mieszka w Monte Carlo.

## Osiągnięcia

### Igrzyska olimpijskie
| Miejsce | Dzień     | Rok  | Miejscowość    | Konkurencja | Czas biegu | Strata | Zwyciężczyni         |
| ------- | --------- | ---- | -------------- | ----------- | ---------- | ------ | -------------------- |
| 26.     | 11 lutego | 1998 | Nagano         | Supergigant | 1:18,02    | +1,75  | Picabo Street        |
| 25.     | 16 lutego | 1998 | Nagano         | Zjazd       | 1:29,89    | +3,08  | Katja Seizinger      |
| 8.      | 17 lutego | 1998 | Nagano         | Kombinacja  | 2:40,74    | +4,49  | Katja Seizinger      |
| DNF1    | 19 lutego | 1998 | Nagano         | Slalom      | 1:32,40    | –      | Hilde Gerg           |
| 24.     | 20 lutego | 1998 | Nagano         | Gigant      | 2:50,59    | +8,80  | Deborah Compagnoni   |
| 1.      | 14 lutego | 2002 | Salt Lake City | Kombinacja  | 2:43,28    | –      | –                    |
| 2.      | 17 lutego | 2002 | Salt Lake City | Supergigant | 1:13,59    | +0,05  | Daniela Ceccarelli   |
| 1.      | 20 lutego | 2002 | Salt Lake City | Slalom      | 1:46,10    | –      | –                    |
| 1.      | 22 lutego | 2002 | Salt Lake City | Gigant      | 2:30,01    | –      | –                    |
| 1.      | 18 lutego | 2006 | Turyn          | Kombinacja  | 2:51,08    | –      | –                    |
| 2.      | 20 lutego | 2006 | Turyn          | Supergigant | 1:32,47    | +0,27  | Michaela Dorfmeister |
| 4.      | 22 lutego | 2006 | Turyn          | Slalom      | 1:29,04    | +0,90  | Anja Pärson          |

### Mistrzostwa świata
| Miejsce | Dzień       | Rok  | Miejscowość  | Konkurencja | Czas biegu | Strata | Zwyciężczyni          |
| ------- | ----------- | ---- | ------------ | ----------- | ---------- | ------ | --------------------- |
| 22.     | 3 lutego    | 1999 | Vail         | Supergigant | 1:20,53    | +2,34  | Alexandra Meissnitzer |
| 29.     | 7 lutego    | 1999 | Vail         | Zjazd       | 1:48,20    | +3,77  | Renate Götschl        |
| 7.      | 8 lutego    | 1999 | Vail         | Kombinacja  | 3:08,52    | +3,26  | Pernilla Wiberg       |
| DNF1    | 11 lutego   | 1999 | Vail         | Gigant      | 2:08,54    | –      | Alexandra Meissnitzer |
| 23.     | 13 lutego   | 1999 | Vail         | Slalom      | 1:33,97    | +3,43  | Zali Steggall         |
| 13.     | 29 stycznia | 2001 | St. Anton    | Supergigant | 1:23,44    | +0,88  | Régine Cavagnoud      |
| DNF     | 2 lutego    | 2001 | St. Anton    | Kombinacja  | 2:55,65    | –      | Martina Ertl          |
| 5.      | 7 lutego    | 2001 | St. Anton    | Slalom      | 1:32,95    | +1,45  | Anja Pärson           |
| DNS1    | 9 lutego    | 2001 | St. Anton    | Gigant      | 2:19,01    | –      | Sonja Nef             |
| 19.     | 3 lutego    | 2003 | Sankt Moritz | Supergigant | 1:27,48    | +1,77  | Michaela Dorfmeister  |
| 1.      | 10 lutego   | 2003 | Sankt Moritz | Kombinacja  | 2:41,63    | –      | –                     |
| 13.     | 13 lutego   | 2003 | Sankt Moritz | Gigant      | 2:30,97    | +3,07  | Anja Pärson           |
| 1.      | 15 lutego   | 2003 | Sankt Moritz | Slalom      | 1:39,55    | –      | –                     |
| 1.      | 4 lutego    | 2005 | Bormio       | Kombinacja  | 2:53,70    | –      | –                     |
| 1.      | 6 lutego    | 2005 | Bormio       | Zjazd       | 1:39,90    | –      | –                     |
| DNS1    | 8 lutego    | 2005 | Bormio       | Gigant      | 2:13,63    | –      | Anja Pärson           |
| 1.      | 11 lutego   | 2005 | Bormio       | Slalom      | 1:47,98    | –      | –                     |

### Mistrzostwa świata juniorów
| Miejsce | Dzień     | Rok  | Miejscowość | Konkurencja | Czas biegu | Strata     | Zwyciężczyni     |
| ------- | --------- | ---- | ----------- | ----------- | ---------- | ---------- | ---------------- |
| 6.      | 26 lutego | 1998 | Megève      | Zjazd       | 1:24,41    | +0,59      | Martina Lechner  |
| 3.      | 27 lutego | 1998 | Megève      | Supergigant | 1:06,08    | +0,33      | Martina Lechner  |
| 12.     | 28 lutego | 1998 | Megève      | Slalom      | 1:26,48    | +3,17      | Stefanie Wolf    |
| 7.      | 1 marca   | 1998 | Megève      | Gigant      | 1:54,35    | +2,19      | Anja Pärson      |
| 2.      | 1 marca   | 1998 | Megève      | Kombinacja  | 30,73 pkt  | +13,48 pkt | Ingrid Jacquemod |

### Puchar Świata

#### Miejsca w klasyfikacji generalnej
- sezon 1998/1999: 11.
- sezon 1999/2000: 22.
- sezon 2000/2001: 1.
- sezon 2001/2002: 14.
- sezon 2002/2003: 1.
- sezon 2003/2004: –
- sezon 2004/2005: 2.
- sezon 2005/2006: 1.

#### Statystyka miejsc na podium
| Sezon     | 1. miejsce | 2. miejsce | 3. miejsce | Razem |
| 1998/1999 | 1          | -          | 1          | 2     |
| 1999/2000 | 2          | -          | -          | 2     |
| 2000/2001 | 9          | -          | -          | 9     |
| 2001/2002 | 1          | 1          | 1          | 3     |
| 2002/2003 | 6          | 5          | 1          | 12    |
| 2003/2004 | -          | -          | -          | -     |
| 2004/2005 | 2          | 4          | 2          | 8     |
| 2005/2006 | 9          | 4          | 3          | 16    |
| suma      | 30         | 14         | 8          | 52    |

#### Zwycięstwa w zawodach
1. St. Anton am Arlberg – 17 stycznia 1999 (kombinacja)
2. Serre Chevalier – 5 grudnia 1999 (slalom)
3. Sestriere – 12 grudnia 1999 (slalom)
4. Park City – 18 listopada 2000 (slalom)
5. Aspen – 25 listopada 2000 (slalom)
6. Sestriere – 10 grudnia 2000 (slalom)
7. Sestriere – 20 grudnia 2000 (slalom)
8. Semmering – 28 grudnia 2000 (slalom)
9. Flachau – 14 stycznia 2001 (slalom)
10. Flachau – 14 stycznia 2001 (kombinacja)
11. Ofterschwang – 26 stycznia 2001 (slalom)
12. Garmisch-Partenkirchen – 18 lutego 2001 (slalom)
13. Altenmarkt – 10 marca 2002 (slalom)
14. Aspen – 23 listopada 2002 (slalom)
15. Lenzerheide – 22 grudnia 2002 (slalom)
16. Lenzerheide – 22 grudnia 2002 (kombinacja)
17. Semmering – 29 grudnia 2002 (slalom)
18. Bormio – 5 stycznia 2003 (slalom)
19. Åre – 8 marca 2003 (slalom)
20. Aspen – 27 listopada 2004 (slalom)
21. San Sicario – 27 lutego 2005 (kombinacja)
22. Špindlerův Mlýn – 21 grudnia 2005 (gigant)
23. Bad Kleinkirchheim – 14 stycznia 2006 (zjazd)
24. Bad Kleinkirchheim – 15 stycznia 2006 (supergigant)
25. Sankt Moritz – 22 stycznia 2006 (superkombinacja)
26. Ofterschwang – 5 lutego 2006 (slalom)
27. Hafjell – 4 marca 2006 (superkombinacja)
28. Levi – 10 marca 2006 (slalom)
29. Åre – 17 marca 2006 (slalom)
30. Åre – 18 marca 2006 (gigant)

- 30 zwycięstw (20 slalomów, 4 kombinacje, 2 superkombinacje, 2 giganty, 1 supergigant i 1 zjazd)

#### Pozostałe miejsca na podium
1. Park City – 21 listopada 1998 (slalom) – 3. miejsce
2. St. Anton – 17 stycznia 1999 (slalom) – 3. miejsce
3. Saalbach-Hinterglemm – 13 stycznia 2002 (kombinacja) – 2. miejsce
4. Berchtesgaden – 20 stycznia 2002 (slalom) – 3. miejsce
5. Park City – 21 listopada 2002 (gigant) – 3. miejsce
6. Aspen – 29 listopada 2002 (supergigant) – 2. miejsce
7. Aspen – 30 listopada 2002 (slalom) – 2. miejsce
8. Semmering – 28 grudnia 2002 (gigant) – 2. miejsce
9. Cortina d'Ampezzo – 19 stycznia 2003 (gigant) – 2. miejsce
10. Maribor – 26 stycznia 2003 (slalom) – 2. miejsce
11. Aspen – 26 listopada 2004 (gigant) – 3. miejsce
12. Altenmarkt – 12 grudnia 2004 (slalom) – 3. miejsce
13. Semmering – 29 grudnia 2004 (slalom) – 2. miejsce
14. Cortina d'Ampezzo – 15 stycznia 2005 (zjazd) – 2. miejsce
15. Maribor – 23 stycznia 2005 (slalom) – 2. miejsce
16. San Sicario – 26 lutego 2005 (zjazd) – 2. miejsce
17. Lenzerheide – 12 marca 2005 (slalom) – 2. miejsce
18. Sölden – 22 października 2005 (gigant) – 2. miejsce
19. Aspen – 11 grudnia 2005 (slalom) – 2. miejsce
20. Špindlerův Mlýn – 22 grudnia 2005 (slalom) – 2. miejsce
21. Lienz – 29 grudnia 2005 (slalom) – 3. miejsce
22. Zagrzeb – 5 stycznia 2006 (slalom) – 3. miejsce
23. Maribor – 8 stycznia 2006 (slalom) – 2. miejsce
24. Sankt Moritz – 21 stycznia 2006 (zjazd) – 3. miejsce
25. Levi – 11 marca 2006 (slalom) – 2. miejsce